# Fred Sondermann
Fred Sondermann (geboren 20. Dezember 1923 als Fritz Sondermann in Horn; gestorben 26. Oktober 1978 in New Haven) war ein deutsch-amerikanischer Politikwissenschaftler, der von 1953 bis 1978 als Professor am Colorado College forschte und lehrte. Sein Fachgebiet waren die Internationalen Beziehungen. 1962/63 amtierte er als Präsident der International Studies Association (ISA).

## Leben
Fritz Sondermann war ein Sohn des Kaufmanns Walter Sondermann und Hedwig Eltzbacher. Er wuchs in Horn auf und besuchte ab 1935 das Gymnasium Leopoldinum in Detmold. Er wurde 1937 aus rassistischen Gründen von der Schule verwiesen und machte eine Ausbildung zum Koch in München.
Um der Verfolgung durch Nationalsozialisten zu entgehen, flüchtete Sondermanns Familie 1939 aus Deutschland. Als Soldat der US-amerikanischen Streitkräfte wurde er im Zweiten Weltkrieg im pazifischen Raum eingesetzt. Danach studierte er an der Butler University, wo er 1949 das Bachelor-Examen ablegte. Sondermann heiratete 1950 die Emigrantin Marion Obermeyer, sie haben drei Kinder. 1953 folgte die Promotion zum Ph.D. an der Yale University.

## Schriften (Auswahl)
- Mit William C. Olson: The theory and practice of international relations. Prentice-Hall, Englewood Cliffs 1966.
- Mit anderen: The Wilson administration's attitude toward the German emperor. 	Colorado College studies Nr. 1, Colorado Springs 1958.